# Liste deutscher Radrennfahrer in der UCI World Tour 2012
Dieser Artikel listet die deutschen Straßen-Radrennfahrer auf, die in der UCI World Tour-Saison 2012 in einem UCI ProTeam oder UCI Professional Continental Team fuhren.
| Fahrername          | Teamname                          | Teamstatus                    | Pos. |
| ------------------- | --------------------------------- | ----------------------------- | ---- |
| Linus Gerdemann     | RadioShack-Nissan                 | ProTeam                       | 081. |
| Andreas Klöden      | RadioShack-Nissan                 | ProTeam                       | 094. |
| Jens Voigt          | RadioShack-Nissan                 | ProTeam                       | 159. |
| Robert Wagner       | RadioShack-Nissan                 | ProTeam                       |      |
| Gerald Ciolek       | Omega Pharma-Quick Step           | ProTeam                       | 144. |
| Ralf Grabsch        | Omega Pharma-Quick Step           | ProTeam                       |      |
| Tony Martin         | Omega Pharma-Quick Step           | ProTeam                       | 028. |
| Grischa Niermann    | Rabobank Cycling Team             | ProTeam                       |      |
| Paul Martens        | Rabobank Cycling Team             | ProTeam                       |      |
| Andreas Klier       | Garmin-Barracuda                  | ProTeam                       |      |
| Fabian Wegmann      | Garmin-Barracuda                  | ProTeam                       | 116. |
| André Greipel       | Lotto Belisol Team                | ProTeam                       | 029. |
| Marcel Sieberg      | Lotto Belisol Team                | ProTeam                       |      |
| Marcus Burghardt    | BMC Racing Team                   | ProTeam                       |      |
| Danilo Hondo        | Lampre-ISD                        | ProTeam                       |      |
| Christian Knees     | Sky ProCycling                    | ProTeam                       |      |
| Dominik Nerz        | Liquigas-Cannondale               | ProTeam                       |      |
| Rüdiger Selig       | Katusha Team                      | ProTeam                       |      |
| John Degenkolb      | Project 1t4i                      | Professional Continental Team |      |
| Johannes Fröhlinger | Project 1t4i                      | Professional Continental Team |      |
| Patrick Gretsch     | Project 1t4i                      | Professional Continental Team |      |
| Marcel Kittel       | Project 1t4i                      | Professional Continental Team |      |
| Dominic Klemme      | Project 1t4i                      | Professional Continental Team |      |
| Roger Kluge         | Project 1t4i                      | Professional Continental Team |      |
| Simon Geschke       | Project 1t4i                      | Professional Continental Team |      |
| Markus Eichler      | Team NetApp                       | Professional Continental Team |      |
| Grischa Janorschke  | Team NetApp                       | Professional Continental Team |      |
| Andreas Schillinger | Team NetApp                       | Professional Continental Team |      |
| André Schulze       | Team NetApp                       | Professional Continental Team |      |
| Michael Schwarzmann | Team NetApp                       | Professional Continental Team |      |
| Timon Seubert       | Team NetApp                       | Professional Continental Team |      |
| Matthias Friedemann | Champion System                   | Professional Continental Team |      |
| Björn Thurau        | Team Europcar                     | Professional Continental Team |      |
| Robert Förster      | UnitedHealthcare Pro Cycling Team | Professional Continental Team |      |